# Phineas Gage

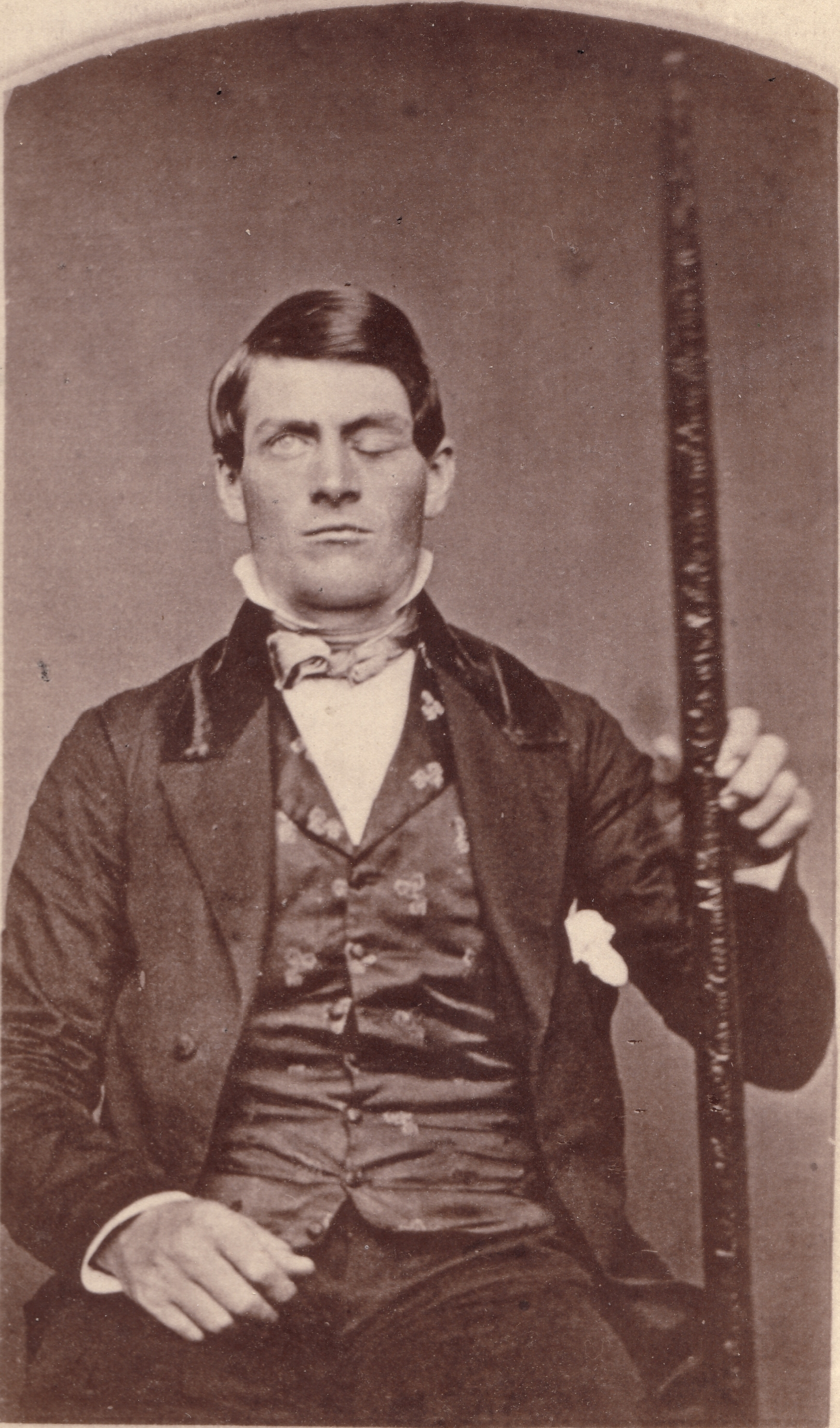
Phineas Gage a balesete után

Phineas P. Gage (Lebanon, New Hampshire, 1823. július 9.(?) — San Francisco, Kalifornia, 1860. május 21.) az új-angliai Vasúttársaságnál a pályamunkások művezetője volt, aki egy baleset túlélésével vált híressé, melynek során egy hosszú vasrúd fúródott a fejébe, az agyának bal frontális lebenyét nagy mértékben elpusztítva.

## A baleset leírása

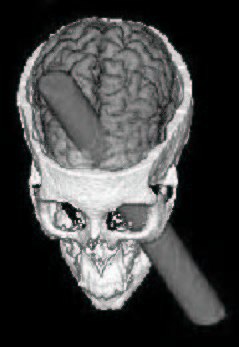
Annak rekonstrukciója, ahogyan a vasrúd áthatolt Phineas Gage koponyáján

1848. szeptember 13-án szörnyű baleset érte. Gage éppen egy szikladarab kirobbantásához készülődött, mikor a lőpor berobbant és a tömővas keresztülment a fején. Az 1,1 m hosszú és 3,2 cm átmérőjű vasrúd, melynek elvékonyodó szakasza mintegy 30 cm volt, a hegyes végével fúródott a fejébe; talán ennek a körülményeknek köszönhető, hogy túlélte a balesetet. Az összesen 6 kg-s vasrudat, mely áthatolt a  koponyáján, a baleset helyszínétől 25 m-re találták meg.
Szinte hihetetlen, de Gage pár percen belül beszélt, sétált kis segítséggel, illetve anélkül, és kocsiba ülve megtett 1 km-t a lakásáig.
Gage-et több orvos is kezelte, ám a gyors és szakszerű ellátás ellenére is a regenerálódás folyamata elég lassú és nehéz volt. Szeptember 23-tól október 3-ig félkómás állapotban volt az agyát érő nyomás következtében. Ritkán beszélt, csak ha beszéltek hozzá, és többnyire csak egy-egy szótaggal. A barátai és a rá vigyázók felkészültek, hogy bármikor meghalhat, a koporsót és a temetési ruháját készenlétben tartották.
Október 7-én azonban sikerült felkelnie, és tett egy lépést a széke felé. Egy hónappal később már sétált fel és le a lépcsőn és a ház körül. Minden nap az utcán volt, kivéve vasárnap. November közepére már egészen jól lett, nem érzett fájdalmat a fejében.

## Személyiségének megváltozása a baleset következtében
A baleset olyan mértékben megváltoztatta a személyiségét és a viselkedését, hogy a barátai úgy látták, „ő többé már nem Gage.”
A balesete után csak  árnyéka volt korábbi önmagának. A korábban kedves, pontos, precíz és figyelmes műszakvezetőből egy fegyelmezetlen, trágár, figyelmetlen, agresszív, perverz alak lett- számolt be John Martyn Harlow, amerikai orvos, aki P. Gage esetét publikálta és beszámolt a későbbi állapotáról. A baleset során egy véletlen lézió következett be a frontális lebenyben, mely az érzelmek felső kontrollját valósítja meg azzal, hogy gátló hatást fejt ki az agresszivitásért felelős struktúrákra.
A 19. században Phineas Gage esete befolyásolta az agyról tartott vitákat, melyek különösen az agyi lokalizációról szóltak. Talán ez volt az első eset, ami arra utalt, hogy az agy egyes régióinak károsodása befolyásolhatja a személyiséget és a viselkedést.
Gage a neurológiai, pszichológiai és egyéb kapcsolódó tudományágak tanterveinek része, és gyakran említik könyvek és tudományos dolgozatok. A híressége lehetővé tette, hogy hivatkozni lehessen rá különböző elméletekben, amelyek arra próbálnak válaszolni, hogy mi az agy és az elme kapcsolata.

## Élete és utazásai a baleset után
November 25-re Gage elég erős lett ahhoz, hogy visszatérjen a szülei otthonába, a New Hampshire-i Lebanonba. Itt késő decemberre már lovagolt, fejlődött mentálisan és fizikálisan is.
1849 áprilisában visszatért Cavendish-be, és ellátogatott dr. Harlow-hoz, aki feljegyezte a bal szem látásának elvesztését, egy nagy heget a homlokán és egy nagy bemélyedést a feje tetején, amely alatt érezhető volt az agyának pulzálása. Részleges bénulást jegyzett le az arc bal oldalán. Mindezek ellenére a fizikai egészsége jó volt, a feje már nem fájt, de volt egy furcsa érzése, amit nem tudott meghatározni.
Gage később dolgozott egy béristállóban a New Hampshire-i Hanoverben és pár évvel később még Chilében, mint hosszútávú postakocsi-vezető a Valparaiso–Santiago útvonalon. Miután 1859-ben az egészsége romlani kezdett, elhagyta Chilét és San Franciscóba ment, ahol édesanyja és nővére viselte gondját (akik akkor költöztek ide, mikor Gage Chilébe ment). A következő néhány hónapban mezőgazdasági munkát végzett Santa Clarában.

## Halála
1860 februárjában volt Gage-nek egy egyre súlyosbodó görcssorozatból az első. Május 21-én halt meg San Franciscóban vagy annak közelében, 12 évvel a balesete után. A San Franciscó-i Lone Mountain temetőben helyezték örök nyugalomra, de másképpen alakult földi maradványainak sorsa.
1866-ban Harlow megtudta, hogy hol van Gage, és levelezni kezdett a családjával, akik még San Franciscóban voltak. Kérésére kihantolták elhunyt betegének testét és leválasztották a koponyáját, melyet Új-Angliába küldtek Harlow-nak. A koponyával együtt a vasat is elküldték, mely Gage „állandó társa” volt életében – ahogy ő maga nevezte. Miután Harlow áttanulmányozta őket a második tudományos publikációjához (1868), elküldte a vasat Gage koponyájával a Warren Múzeumba, ahol jelenleg is látható. A vason ez a felirat látható: „Ez az a rúd, amely Mr. Phineas Gage koponyáját átszúrta a Vermont állambeli Cavendish-ben, 1848. szeptember 14-én. Ő teljesen felépült a sérülésből, és ezt a rudat a Harvard Egyetem Orvosi Karának Múzeumába helyeztette.”
Jóval később Gage fej nélküli maradványait átszállították a Cypress Lawn temetőbe.

## Agykárosodás és szellemi változások
A jelentős agykárosodás gyakran végzetes. Gage testalkata, akarata és kitartása aligha lehetett kitűnő, és ahogy azt korábban lejegyezték, a vas hegyes vége csökkenthette a károkozás mértékét. Mindazonáltal a megsemmisült agyszövet jelentős volt (figyelembe véve nem csak a kezdeti traumát, de a későbbi fertőzést is), bár voltak róla viták, hogy ez vajon mindkét frontális lebenyt érintette-e vagy elsősorban csak a balt, melyekkel tudományos értekezések kezdődtek, amiket olyan orvosok adtak ki, akik megvizsgálták Gage-et. Egy 1994-es tanulmányban, melyet Damasio et al. adott ki (nem Gage koponyáját, hanem egy hasonlót modelleztek), arra a következtetésre jutottak, hogy a frontális lebeny mindkét oldalon sérült, de egy 2004-es tanulmány Ratiu et al.-tól (Gage tényleges koponyájának CT felvételein alapszik, és bemutat egy videót, ami rekonstruálja a vasrúd áthatolását) megerősíti Harlow következtetését (amit Gage sebének megtapogatásával és alapos vizsgálatával hozott), miszerint a jobb félteke ép maradt.
Antoni Damasio Gage-et használja, hogy bemutassa a feltételezett kapcsolatot a frontális lebenyek, az érzelem és a gyakorlati döntéshozatal között. Tény, hogy tudunk egy keveset arról, hogy milyen volt Phineas a balesete előtt és után, a mentális változások, melyeket leírtak halála után, sokkal drámaibbak voltak, mint azok a vélemények, amiket még életében adtak róla, és még azok a leírások is, amik hitelesnek tűnnek, nem részletezik életének a baleset utáni időszakát.

## Aktuális kutatások
2008 végére találtak egy olyan hirdetést, ami Gage egy addig ismeretlen nyilvános szereplését hirdette, valamint egy beszámolót arról, hogy milyen volt a mentális és fizikai állapota amíg Chile-ben dolgozott, és találtak egy feljegyzést arról, hogy milyen is lehetett a napi munkarendje postakocsi-vezetőként, újabban pedig egy hirdetésre bukkantak egy második nyilvános fellépéséről. Ez az új információ arra utal, hogy a Harlow által leírt, az alkalmazkodásra képtelen Gage, a baleset után csak bizonyos ideig létezett – végül aztán Phineas kitalálta, hogyan éljen a sérülése után, és későbbi élete során sokkal gyakorlatiasabb és társadalmilag alkalmazkodóbb lett, mint gondoltuk.
Macmillan feltételezése szerint ez a változás azt mutatja, hogy Gage egy idő után szociálisan helyreállt, azokra az emberekre hivatkozva mondta ezt, akiknek hasonló sérüléseik voltak, és valaki vagy valami adott elég segítséget ahhoz, hogy rendezzék az életüket, és újratanulják a társas és személyes készségeket, kapcsolataik kezelését. Gage esetében a jól szervezett chile-i munkája volt a motiváló erő. Ha az elméleti vonatkozások helyesek, akkor Macmillan szerint újabb bizonyítékot nyerhetne, hogy a rehabilitáció hatékony lehet még a súlyos és régóta fennálló esetekben is, de kérdés, hogyha Phineas ilyen mértékű javulást tudott elérni orvosi felügyelet nélkül, akkor mi a határ azok számára, akik hivatalos rehabilitációs programon vesznek részt?
2009-ben felfedeztek egy dagerrotíp portrét Gage-ről, ami a balesetében eltorzult, mégis jóképű Gage-t mutatja, úgy, hogy az egyik szemét becsukta, és a hegek is jól láthatók a fején. Jól öltözött, magabiztos, sőt büszkének tűnik, és azt a tömővasat tartja a kezében, ami a sérülését okozta, és amin a felirat részei jól kivehetőek. (A portré tulajdonosai évtizedeken keresztül azt hitték, hogy egy bálnavadászt és a szigonyát ábrázolja a kép. A kép hitelességét több módon is igazolták, beleértve a fotó borítását, a felirat láthatóságát és vasrúd sérüléseit összevetve a Harvard Egyetem Anatómia Múzeumában található eredeti tömővassal.)
Macmillan a dagerrotíp képre hivatkozva arra következtet, hogy a portré összhangban van a már leírt szociális helyreállás hipotézisével. Hogy jobban megértsék a kérdést, Macmillan és munkatársai folyamatosan keresik a további bizonyítékokat Gage életében és viselkedésében. Megjelentetnek bizonyos történeti anyagokat, például leveleket, vagy orvosi naplókat olyan személyektől, akikkel - kutatásuk szerint - Gage találkozhatott.
2010-ben felfedezték Gage második képmását. Ez az új festmény a Gage család birtokában lévő kép másolata, a kutatók szerint ugyanazt ábrázolja, mint a 2009-ben talált portré.

## Fordítás
Ez a szócikk részben vagy egészben  a   Phineas Gage című angol Wikipédia-szócikk fordításán alapul.  Az eredeti cikk szerkesztőit annak laptörténete sorolja fel. Ez a jelzés csupán a megfogalmazás eredetét és a szerzői jogokat jelzi, nem szolgál a cikkben szereplő információk forrásmegjelöléseként.

## Kapcsolódó szócikk
- Baksa Márk